# Det regner med frikadeller
Det regner med frikadeller (originaltitel Cloudy with a Chance of Meatballs) er en computeranimeret film fra 2009 produceret af Sony Pictures Animation og distribueret af Columbia Pictures, udgivet d. 18. september 2009, og løst baseret på børnebogen af samme navn, skrevet af Judi Barrett og Ron Barrett.

## Handling
Filmen handler om den unge opfinder Flint Lockwood, som lige siden han var barn har forsøgt sig med alskens skøre opfindelser, der ofte skabte flere problemer end de løste. Men en dag udvikler han en maskine der kan omdanne vand til fast føde, og så skulle lykken vist være gjort.
Flint Lockwood bor i byen Swallow Falls, der ligger på en lille ø skjult under "A" i ”Atlanterhavet" på verdenskortet.
Swallow Falls lider af en økonomisk nedtur, efter at efterspørgslen på sardiner er styrtdykket ("alle i verden har indset, at sardiner er super ulækre"). Så derfor er sardiner blevet den eneste mad i Swallow Falls.

## Medvirkende
| Rolle                 | Amerikanske stemmer | Danske stemmer        |
| --------------------- | ------------------- | --------------------- |
| Flint Lockwood        | Bill Hader          | Jens Jacob Tychsen    |
| Sam Sparks            | Anna Faris          | Cecilie Stenspil      |
| Tim Lockwood          | James Caan          | Søren Spanning        |
| Baby Brent            | Andy Samberg        | Mads M. Nielsen       |
| Borgmester Shelbourne | Bruce Campbell      | Klaus Bondam          |
| Earl Devereaux        | Mr. T               | Peter Zhelder         |
| Cal Devereaux         | Bobb'e J. Thompson  | Malthe Føns Larsen    |
| Manny                 | Benjamin Bratt      | Ole Rasmus Møller     |
| Aben Steve            | Neil Patrick Harris | Ole Boisen            |
| Patrick Patrickson    | Al Roker            | Morten Lützhøft       |
| Fran Lockwood         | Lauren Graham       | Pernille Steen Kabell |
| Joe Towne             | Will Forte          | Peter Røschke         |
| Flint som ung         | Max Neuwirth        | Villiam Vellev        |
| Regina Devereaux      | Angela Shelton      | Karoline Munksnæs     |
| Vejr-Producer         | Neil Flynn          | Ole Boisen            |